# Dead Island 2
Dead Island 2 (с англ. — «Мёртвый остров 2») — компьютерная игра в жанре action/RPG, разработанная британской студией Dambuster Studios и изданная компанией Deep Silver. Релиз игры состоялся 21 апреля 2023 года на платформах Windows, PlayStation 4, PlayStation 5, Xbox One и Xbox Series X/S.

## Сюжет
Действие Dead Island 2 разворачивается спустя 10 лет после событий предыдущей части. Местом действия является Лос-Анджелес, штат Калифорния.

## Разработка
Изначально Dead Island 2 разрабатывался компанией Techland, но вместо этого они решили сосредоточиться на разработке Dying Light.
Проект несколько раз менял своего разработчика: сначала в 2012 году проект был передан немецкой компании Yager Development, затем, в 2016 году — британской Sumo Digital. В августе 2019 года THQ Nordic объявила, что за разработку теперь отвечает Dambuster Studios, студия дочернего издательства Deep Silver.
Окончательный релиз игры состоялся 21 апреля 2023 года, спустя 9 лет с момента анонса на E3 2014 и производственного ада.

## Отзывы критиков
| Сводный рейтинг       | Сводный рейтинг                        |
| Агрегатор             | Оценка                                 |
| --------------------- | -------------------------------------- |
| Metacritic            | (PC) 75/100 (PS5) 74/100 (XSXS) 76/100 |
| OpenCritic            | 75/100                                 |
| «Критиканство»        | 73/100                                 |
| Иноязычные издания    |                                        |
| Издание               | Оценка                                 |
| Destructoid           | 7,5/10                                 |
| Edge                  | 6/10                                   |
| Game Informer         | 7,75/10                                |
| GameSpot              | 7/10                                   |
| GamesRadar+           | [ 15 ]                                 |
| IGN                   | 7/10                                   |
| NME                   | [ 17 ]                                 |
| PCGamesN              | 7/10                                   |
| PC Gamer (US)         | 55/100                                 |
| Push Square           | [ 20 ]                                 |
| Shacknews             | 6/10                                   |
| VG247                 | [ 22 ]                                 |
| VideoGamer            | 7/10                                   |
| Русскоязычные издания |                                        |
| Издание               | Оценка                                 |
| StopGame.ru           | «Похвально»                            |

| Русскоязычные издания | Русскоязычные издания |
| Издание               | Оценка                |
| --------------------- | --------------------- |
| StopGame.ru           | «Похвально»           |

| Русскоязычные издания | Русскоязычные издания |
| Издание               | Оценка                |
| --------------------- | --------------------- |
| StopGame.ru           | «Похвально»           |

Dead Island 2 получила в целом положительные отзывы, согласно агрегатору рецензий Metacritic, игра получила 74-76 баллов из 100 в зависимости от платформы.
Игра разошлась тиражом в 1 миллион за первые три дня после релиза.